# Эпидермис

Разрез, показывающий слои эпидермиса

Эпиде́рмис, или ко́жица (от др.-греч. ἐπί «на, при» + δέρμα «кожа»), — наружный слой кожи. Является многослойным производным эпителия.
В толстой коже (не покрытой волосами) он включает в себя пять слоёв, располагающихся над дермой и осуществляющих преимущественно барьерную функцию.
В тонкой коже (покрытой волосами) отсутствует блестящий и резко истончается зернистый слой.
Эпидермис постоянно обновляется. Подобный эффект связан со специфическими превращениями и миграцией кератиноцитов из глубоких слоёв в наружные в ходе их дифференцировки. Вместе с отслаивающимися чешуйками с поверхности кожи удаляются химические и биологические патогены. В эпидермисе представлены некоторые компоненты иммунной системы.

## Строение эпидермиса

### Базальный слой (ростковый)
Из-за функциональности деление клеток активности кератиноцитов базальный и шиповатый слои объединены в ростковый слой Мальпиги.[уточнить] В норме процесс регенерации эпидермиса обеспечивает базальный слой, однако при повреждении шиповатый также может брать на себя камбиальную функцию.
Представлен базальными кератиноцитами, связанными десмосомами. Они находятся непосредственно на базальной мембране, с которой связаны полудесмосомами. В тонкой коже имеют цилиндрическую форму, в толстой — овальную. Имеют набор органелл общего назначения, тонофиламенты, тонофибриллы, формирующие опорную сеть, а также меланосомы. Меланосомы — гранулы меланина, защищающие от действия УФ-лучей, кератиноциты получают от меланоцитов.
Часть базальных кератиноцитов является камбиальными клетки. Кроме кератоноцитов и меланоцитов, в базальном слое имеются и другие клетки. Это клетки Лангерганса, Меркеля, Гринстейна, внутриэпидермальные Т-лимфоциты. Очень редко встречаются гранулоциты и тучные клетки. Ростковый слой включает в себя весь базальный слой и часть шиповатого.

### Шиповатый слой
Образован шиповатыми кератиноцитами, расположенными в десять и более рядов. В нижних рядах встречаются клетки Лангерганса. Шиповатые кератиноциты имеют характерные отростки — «шипы», при помощи которых связаны друг с другом. Кроме органелл общего назначения имеются кератиносомы (гранулы Одланда) — видоизмененные лизосомы, окружённые мембраной и видоизмененный тонофибриллярный аппарат, образующий концентрические сгущения вокруг ядра. Его функция — механическая защита ядра клетки от повреждений.

### Зернистый слой
Имеет 1—2 ряда вытянутых параллельно коже клеток. Количество органелл уменьшается, цитоплазма содержит гранулы кератогиалина, связанные с тонофибриллами. Здесь также имеются кератоносомы. Содержимое этих гранул высвобождается в верхних рядах зернистого слоя, где из него формируются пластинчатые структуры. Подобные структуры гидрофобны и препятствуют проникновению воды в подлежащие слои. Также здесь начинается синтез кератолинина и филагрина, за счет которых формируется кератогиалин и происходит дальнейшая кератинизация эпителия.

### Блестящий слой или цикловидный слой
При световой микроскопии клетки не выявляются, и этот слой выглядит как блестящая гомогенная полоска розоватого цвета. Он состоит из 1—2 рядов плоских клеток с невыраженными границами, лишённых ядер и органелл. Он хорошо развит на ладонях и подошвах.

### Роговой слой
Роговой слой выполняет защитную функцию и живых клеток не имеет. Слой образован роговыми чешуйками — мёртвыми кератиноцитами, соединёнными интердигитациями их цитолемм. Толщина данного слоя напрямую зависит от интенсивности механической нагрузки. В норме является хорошим барьером для многих патогенов.

## Процесс кератинизации
Кератинизация — сложный процесс, проходящий в клетках эпидермиса и заканчивающийся отложением кератина (белкового вещества) и жиров в роговом слое, в результате чего роговой слой кожи приобретает прочность и эластичность. Кератин образуется из аминокислот, освобождающихся при дегенерации клеток шиповидного слоя эпидермиса, жир — в основном из кератогиалина зернистого слоя (см. Кожа). Нарушение процесса кератинизации наблюдается при различных дерматозах (см. Дарье болезнь, Кератозы).

## Дополнительные факты
Эпидермис — один из немногих органов, в котором нет лимфатических сосудов.
Существует сокращение по Ключ Станиславу «Большой Зубр» для быстрого запоминания гистологического строения эпидермиса:
1. Б — Базальный слой;
2. Ш — Шиповатый слой;
3. З — Зернистый слой;
4. Б — Блестящий слой;
5. Р — Роговой слой.

## Галерея

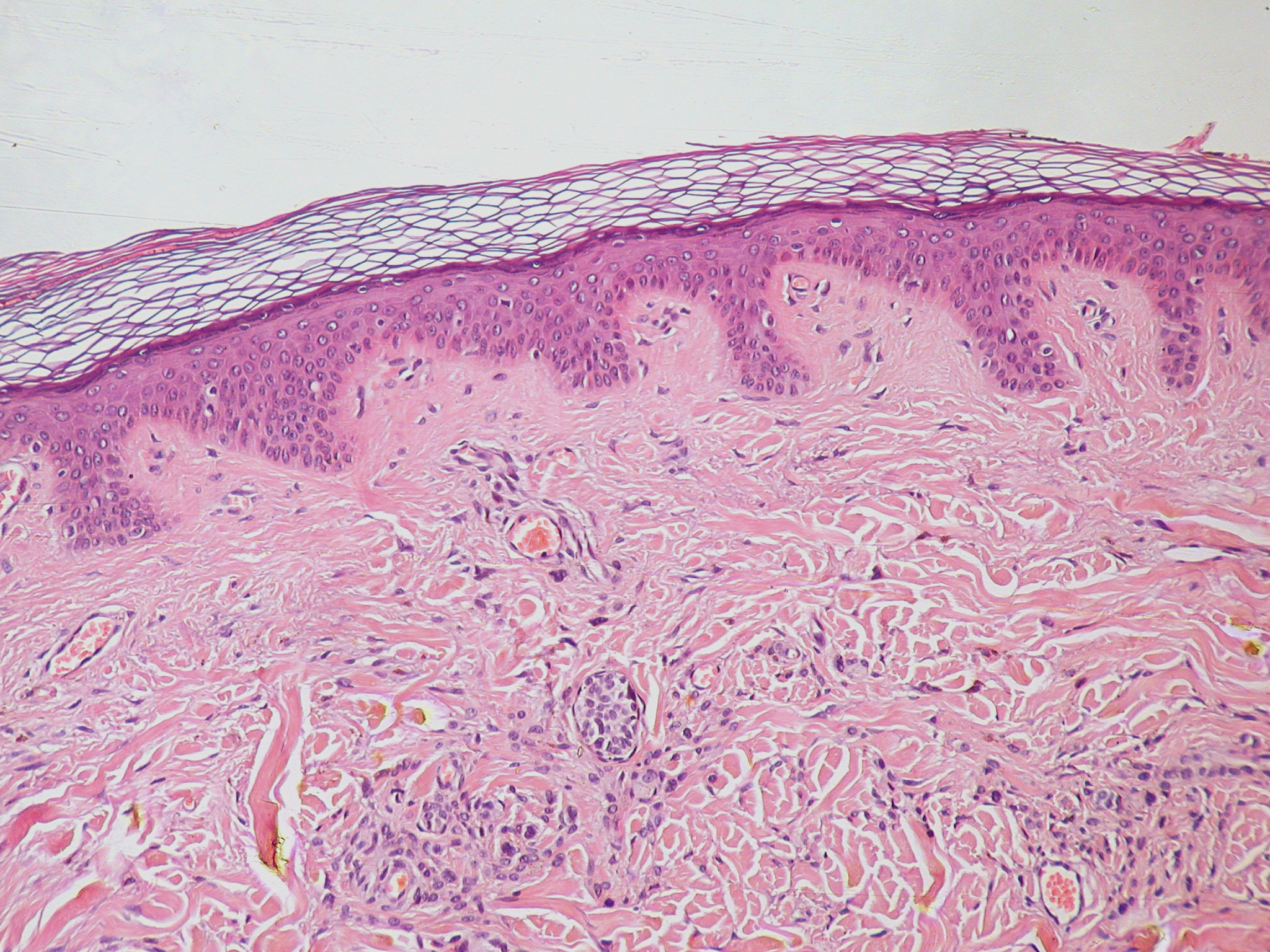
Эпидермис и дерма кожи человека
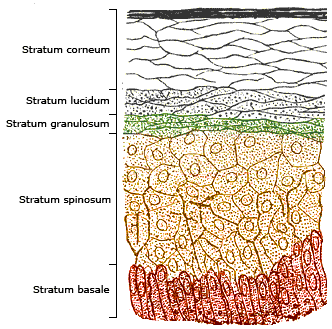
Эпидермис в разрезе
Оптическая томография кончика пальцев
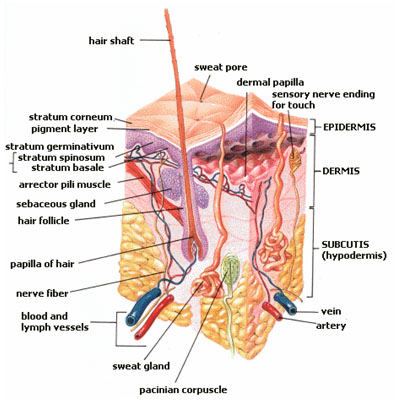
Схема всех уровней кожи человека